# Alain Frei

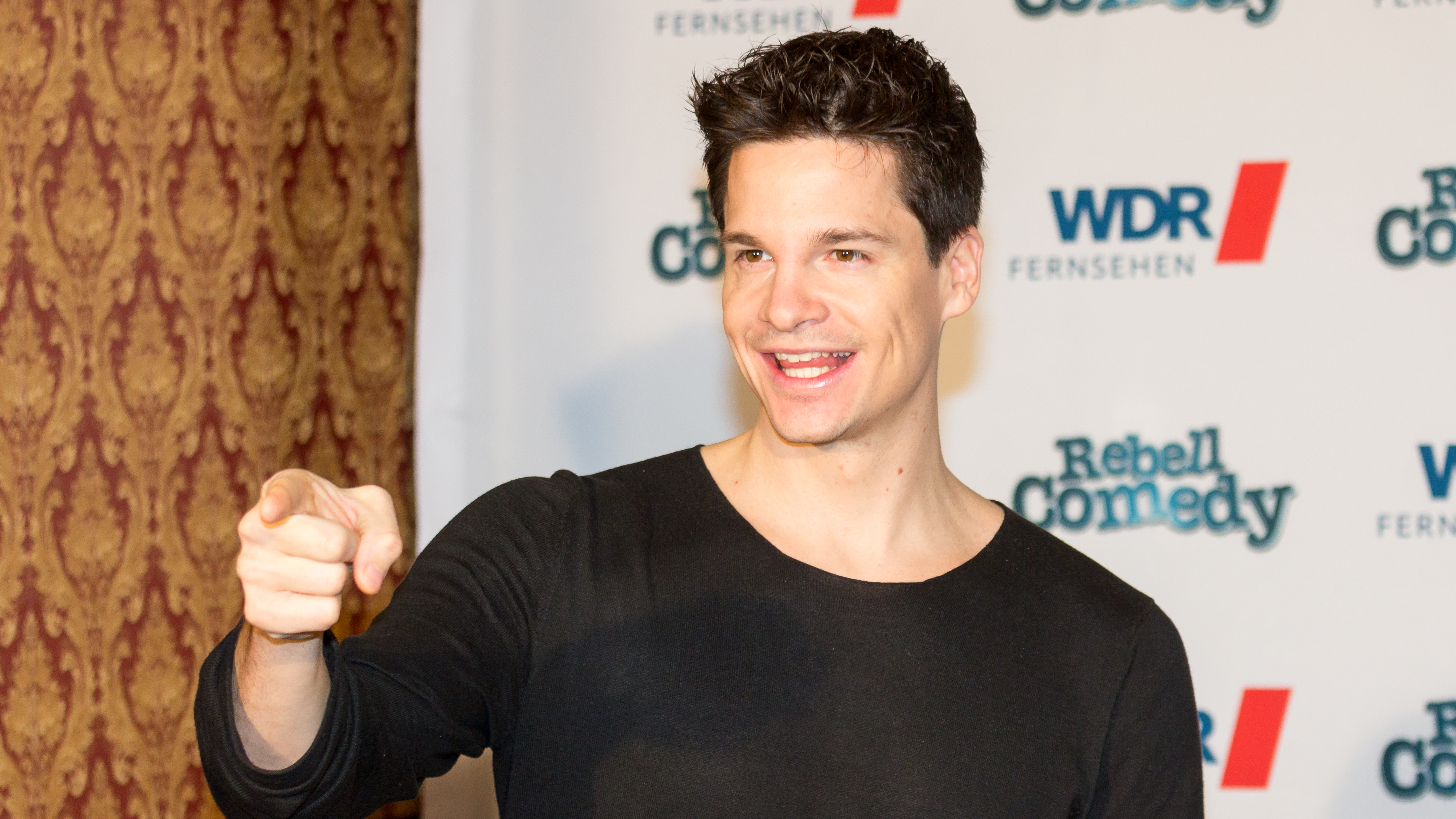
Alain Frei als Mitglied von RebellComedy, 2016

Alain Frei (bürgerlich Alain Rüetschli; * 4. Oktober 1983) ist ein Schweizer Comedian, Kabarettist und Schauspieler. Er trat unter anderem im Quatsch Comedy Club und in NightWash auf und ist festes Ensemble-Mitglied von RebellComedy.

## Karriere
Frei wurde nach dem französischen Filmschauspieler Alain Delon benannt. Er wuchs im Schweizer Kanton Solothurn auf und machte zunächst eine Ausbildung zum Fliesenleger. 2004 kam er nach Deutschland. Er absolvierte an der Freien Schauspielschule in Hamburg von 2006 bis 2009 eine Schauspielausbildung und entdeckte anschliessend sein komödiantisches Talent. Nach der Ausbildung spielte er ein Jahr lang Tourneetheater. Im Jahr 2010 sammelte er seine ersten Erfahrungen auf Stand-up-Bühnen. Seinen ersten Auftritt hatte er im Quatsch Comedy Club. Grössere Bekanntheit erlangte Frei 2011 beim RTL Comedy Grand Prix. Im gleichen Jahr schloss Frei sich der Comedygruppe RebellComedy an. In dieser multikulturellen Truppe, bestehend aus verschiedenen Comedians unterschiedlicher Nationalitäten, gilt er als eine Art «Quotendeutscher». Seitdem hatte er Auftritte sowohl mit seinem Ensemble als auch solo unter anderem bei NightWash (Eins Plus), im Quatsch Comedy Club (Pro7), bei Nuhr ab 18 (ARD), den StandUpMigranten (EinsPlus), beim RTL Comedy Grand Prix, dem Stuttgarter Besen (SWR) oder nuhr im Ersten (ARD). Das Debüt seines ersten Soloprogramms Neutral war Gestern gab er im Jahr 2013. Zwei Jahre später folgte das zweite Programm Alle Menschen sind anders…gleich!.
Im Verlauf seiner bisherigen Karriere gewann Frei zahlreiche Kleinkunst- und Comedypreise (siehe Abschnitt Preise (Auswahl)).
Er steht bei der Hamburger Agentur Heiko Neumann Management unter Vertrag.
Von März 2020 bis Frühjahr 2022 veröffentlichte er jede Woche mit Marvin Endres und seinem RebellComedy-Kollegen Salim Samatou den Podcast «Vitamin X».
Im März 2021 startete er zusammen mit dem Comedian Maxi Gstettenbauer den Podcast «Gut abgehangen».

## Stil
In seinen Stand-ups spielt er mit dem Klischee des Deutschschweizers und gilt als der «komische Schweizer, der aus einem fernen exotischen Land kommt». Lieblingsthemen sind, neben den Eigenheiten der Schweizer, soziale Netzwerke sowie Alltagsrassismus. Als Einflüsse bezeichnet er unter anderem US-amerikanische Stand-up-Comedys, insbesondere Dave Chappelle und Louis CK. Der Bayerische Rundfunk bezeichnet Frei als Vertreter der «neuen Generation der Kleinkunst». Sein Auftreten sei «[f]rech, modern, intelligent, schwarzhumorig, mit einem Blick fürs Absurde und unglaublicher Spielfreude».

## TV-Auftritte (Auswahl)
- Der RTL Comedy Grand Prix (RTL)
- Immer wieder sonntags (ARD)
- Vereinsheim (BR)
- RebellComedy (WDR)
- Latenight (SWR)
- NDR Comedy Contest (NDR)
- StandUpMigranten (EinsPlus)
- Kabarett aus Franken (BR)
- Frischlingsparade (Tele Top/Schweiz)
- Lifestyle (NRW.TV)
- Express TV (center.tv)
- Nuhr ab 18 – Junge Comedy (ARD)
- NightWash (EinsPlus)
- Puzzle (BR)
- Nuhr im Ersten (ARD)
- Spätschicht (ARD)
- HumorZone 2016 – Die Gala (MDR)
- Darf er das? – Die Chris Tall Show  (RTL)

## Preise (Auswahl)
- 1. Platz Böblinger Comedy Festival 2016[10]
- 1. Platz NDR Comedy Contest 2015
- 1. Platz Dortmunder PoKCal 2014[11]
- 1. Platz Euskirchener Kleinkunstpreis 2014
- 1. Platz Stuttgarter Comedy Clash 2014
- 1. Platz Monheimer Schnattergans 2014
- 1. Platz Düsseldorfer MASTER Comedy Slam 2012
- 1. Platz Düsseldorfer Comedy Slam 2011
- 1. Platz Comedy Slam Trier (5×)
- 1. Platz Comedy Slam Birkenfeld 2013
- 1. Platz ZAKK Frischfleisch Comedy 2012
- 2. Platz Lachmöwe, Heiligenhafen 2014
- 2. Platz COMY Gummersbach 2013
- Humorszone Dresden (bester Newcomer) 2016
- Bremer Comedypreis (bester Newcomer) 2010

## Bühnenprogramme
- 2013: Neutral war gestern
- 2015: Alle Menschen sind anders… gleich!
- 2017: Mach Dich Frei
- 2020: Grenzenlos
- 2022: All In
- 2025: Alles neu